# Tupak
Tupak – imię męskie pochodzenia inkaskiego.  Można je tłumaczyć „świetny, wybitny”.

## w innych językach
- Túpac – język hiszpański
- Tupac – język angielski

## znani ludzie
- Tupac Amaru – przywódca Inków
- Tupac Shakur – amerykański raper